# Micronycteris
Micronycteris (Gray, 1866) è un genere di pipistrelli della famiglia dei Fillostomidi.

## Descrizione

### Dimensioni
Al genere Micronycteris appartengono pipistrelli di piccole e medie dimensioni, con lunghezza della testa e del corpo tra 42 e 69 mm, la lunghezza dell'avambraccio tra 31 e 57 mm, la lunghezza della coda tra 10 e 17 mm e un peso fino a 16 g.

### Caratteristiche craniche e dentarie
Il cranio è sottile e delicato, con un rostro stretto e affusolato e una scatola cranica grande. La fronte è prominente, la bolla timpanica è piccola ma ben sviluppata. Gli incisivi superiori sono diversi tra loro. Quelli interni sono grandi e proiettati in avanti e obliquamente. Gli incisivi inferiori sono piccoli e semplici e disposti in una fila continua tra i due canini. Questi ultimi sono robusti, mentre il primo premolare superiore è grande.
Sono caratterizzati dalla seguente formula dentaria:

### Aspetto

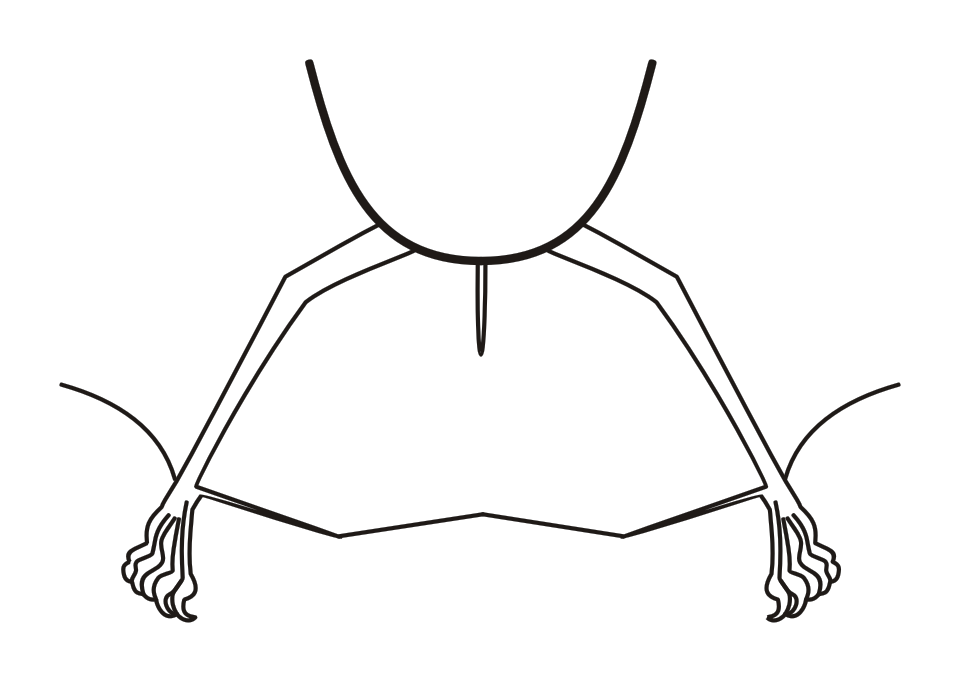
Illustrazione della parte posteriore di Micronycteris

Le parti dorsali sono generalmente marroni, mentre quelle ventrali variano notevolmente, dallo stesso colore del dorso al biancastro. La foglia nasale è ben sviluppata e con la porzione anteriore saldata al labbro superiore. Sul mento è presente un solco a forma di V circondato da piccole verruche. Le orecchie sono grandi, arrotondate e unite alla base da una sottile membrana. Il trago è corto ed appuntito. La coda è lunga circa la metà dell'ampio uropatagio. Il calcar è di dimensioni variabili. Il terzo metacarpo è il più corto mentre il quinto è il più lungo.

## Distribuzione
Il genere è diffuso in America Centrale e meridionale.

## Tassonomia
Il genere comprende 14 specie.
- Le parti ventrali sono chiare.
  - Sottogenere Leuconycteris - Il calcar è più lungo del piede.
    - Micronycteris brosseti
    - Micronycteris schmidtorum

  - Sottogenere Schizonycteris - Il calcar è uguale o più corto del piede.
    - Micronycteris homezi
    - Micronycteris minuta
    - Micronycteris sanborni
    - Micronycteris simmonsae
    - Micronycteris tresamici
    - Micronycteris yatesi
- Le parti ventrali sono scure.
  - Sottogenere Micronycteris
    - Micronycteris buriri
    - Micronycteris giovanniae
    - Micronycteris matses
    - Micronycteris megalotis
    - Micronycteris microtis

  - Sottogenere Xenoctenes
    - Micronycteris hirsuta